# Светославці
Светосла́вці (болг. Светославци) — село у Великотирновській області Болгарії. Входить до складу общини Єлена.

## Населення
За даними перепису населення 2011 року у селі проживали 28 осіб, з них 24 особи (96,0%) — турки.
Розподіл населення за віком у 2011 році:
Динаміка населення: